# Emmanuel Gallard-Lépinay

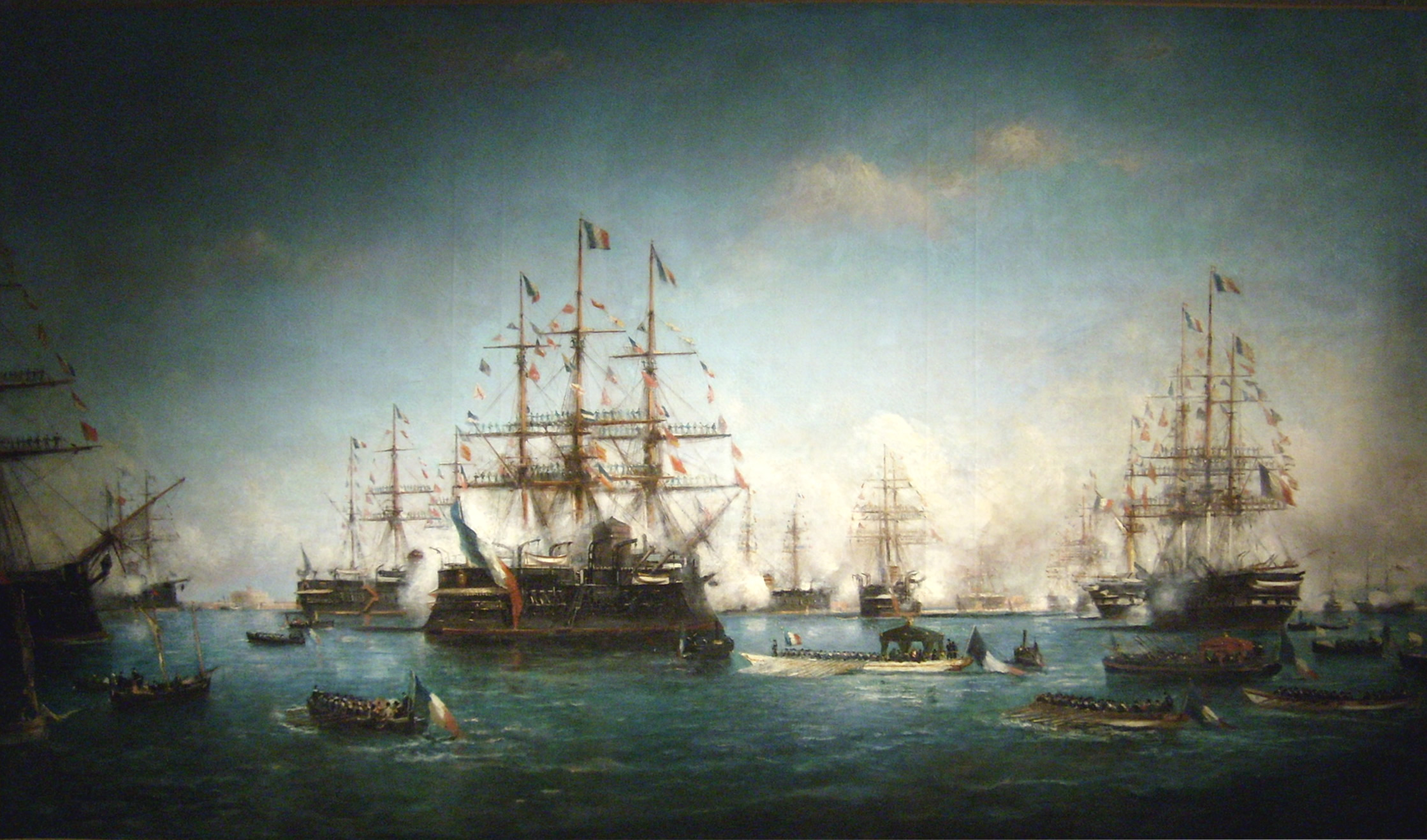
Besuch von drei Präsidenten, Öl auf Leinwand, 1880

Paul Charles Emmanuel Gallard-Lépinay (* 23. Mai 1842 in Aulnay; † Anfang März 1885 in Paris) war ein französischer Marinemaler.

## Leben und Wirken
Gallard war ein Schüler von Claude Jacquand. Er stellte von 1864 bis 1884 regelmäßig im Pariser Salon aus und wurde 1882 zum Maler des Marineministeriums ernannt. Er malte zunächst Küstenlandschaften und Meerbilder, danach beschäftigte er sich mit dem Fischerleben der Normandie sowie Hafenszenen aus Le Havre, La Rochelle usw. und ging später zum Schlachtenbild über. 1877 nahm er an den Feierlichkeiten in Cherbourg teil und malte Szenen von den Marinemanövern.
Eine von ihm angefertigte Ansicht von Venedig besitzt das Rijksmuseum Amsterdam. Weitere Bilder sind im Musée Thomas-Henry in Cherbourg und im Musée des Beaux-Arts in Quimper untergebracht.